# Лазовский, Юлий Матвеевич
Юлий Матвеевич Лазовский  (1903—1949) — советский патологоанатом, доктор медицинских наук (1936), профессор (1935), ученик академика А. И. Абрикосова.

## Биография
Юлий Матвеевич Лазовский родился 15 января 1903 года в г. Пензе. Женат. Супруга: Гурвич Анна Самуиловна (1900—1970), биохимик, кандидат биологических наук. Дети: Инна (1931—1986), врач-рентгенолог. В 1926 году окончил медицинский факультет Казанского университета. Продолжил учёбу в аспирантуре. Учился при кафедре патологической анатомии 1-го Московского медицинского института, с 1929 года работал ассистентом на этой же кафедре. С 1934 года заведовал кафедрами в III Московском медицинском институте (ныне Московский государственный медико-стоматологический университет), а с 1947 года — в Медицинском институте РСФСР (с 1951 г. — Рязанский медицинский институт им. И. П. Павлова, ныне — Рязанский государственный медицинский университет имени академика И. П. Павлова).
В 1936 году защитил докторскую диссертацию на тему «Участие нервной системы в тканевых аллергических и параллергических реакциях». В годы Великой Отечественной войны занимал должность начальника Центральной патологоанатомической лаборатории Киргизской ССР (1941—1943), а с 1943 года работал заведующим патологоанатомической лабораторией по изучению травматического шока на Северо-Западном фронте.
В 1944—1945 годах заведующий морфологической лабораторией отдела физиологии ВИЭМ и лабораторией патологической анатомии инфекционных болезней Института нормальной и патологической морфологии АМН СССР. В 1946 году — профессор кафедры патологической анатомии 1-го Московского медицинского института (ныне Первый Московский государственный медицинский университет имени И. М. Сеченова); с 1947 года работал заведующим кафедрой патологической анатомии Московского медицинского института Минздрава РСФСР и с 1949 года — заведующим патологоанатомическим отделом Московского областного научно-исследовательского клинического института.
Область научных интересов: патологическая анатомия вегетативной нервной системы, болезни оперированного желудка, желудочно-кишечного тракта, травматического шока и гипоксических состояний.
Ю. М. Лазовский опубликовал около 50 научных работ, включая монографию, посвящённую вопросам механизмам патогенеза стенокардии, трофических расстройств желудка, поджелудочной железы. Ю. М. Лазовский в 1938 году обнаружил феномен компенсаторной перестройки слизистой оболочки желудка при хроническом гастрите, язвенной болезни, лёгочном туберкулёзе, декомпенсации деятельности сердца (1947).
Под руководством Ю. М. Лазовского подготовлено 17 диссертаций, включая две докторские.
Юлий Матвеевич Лазовский скончался 10 октября 1949 года в Москве в возрасте 46 лет, похоронен на Новодевичьем кладбище.

## Труды
- Zur Morphologie der sogenannten argentaffinen Zellen der Pankreasdrtise, Frankfurt, Z. Path., Bd 41, S. 1, 1931;
- Участие нервной системы в тканевых аллергических реакциях, Арх. пат. анат, и пат. физиол., т. 3, № 1, с. 75, 1937 (совм, с Выропаевым Д. Н.);
- Механизм перфорации хронической язвы желудка и 12-перстной кишки, Клин, мед., т. 25, № 3, с. 21, 1947;
- Функциональная морфология желудка в норме и патологии, М., 1947;
- Желудок. Многотомное руководство по патологической анатомии, под ред. А. И. Струкова, т. 4, кн. 1, с. 281, М., 1956.